# جواز سفر ألباني
جواز السفر الألباني هو وثيقة السفر والهوية الوطنية ويتم إصدارها لمواطني ألبانيا للسماح لهم بالسفر إلى الخارج. والسلطة المسؤولة عن الإصدار هي وزارة الداخلية الألبانية.
بدأ إصدار جوازات السفر الإلكترونية في 24 مايو 2009. كان التحول إلى جواز السفر الإلكتروني أحد شروط تحرير تأشيرة منطقة شنغن للألبان. في 8 نوفمبر 2010 وافق مجلس الاتحاد الأوروبي على سفر الألبان بدون تأشيرة إلى الاتحاد الأوروبي. دخل القرار حيز التنفيذ في 15 ديسمبر 2010.

## متطلبات التأشيرة
اعتبارًا من 5 أبريل 2022 كان المواطنون الألبان يتمتعون بدخول 114 دولة وإقليم بدون تأشيرة أو تأشيرة عند الوصول، مما جعل جواز السفر الألباني يحتل المرتبة 51 من حيث حرية السفر وفقًا مؤشر هينلي لجوازات السفر.

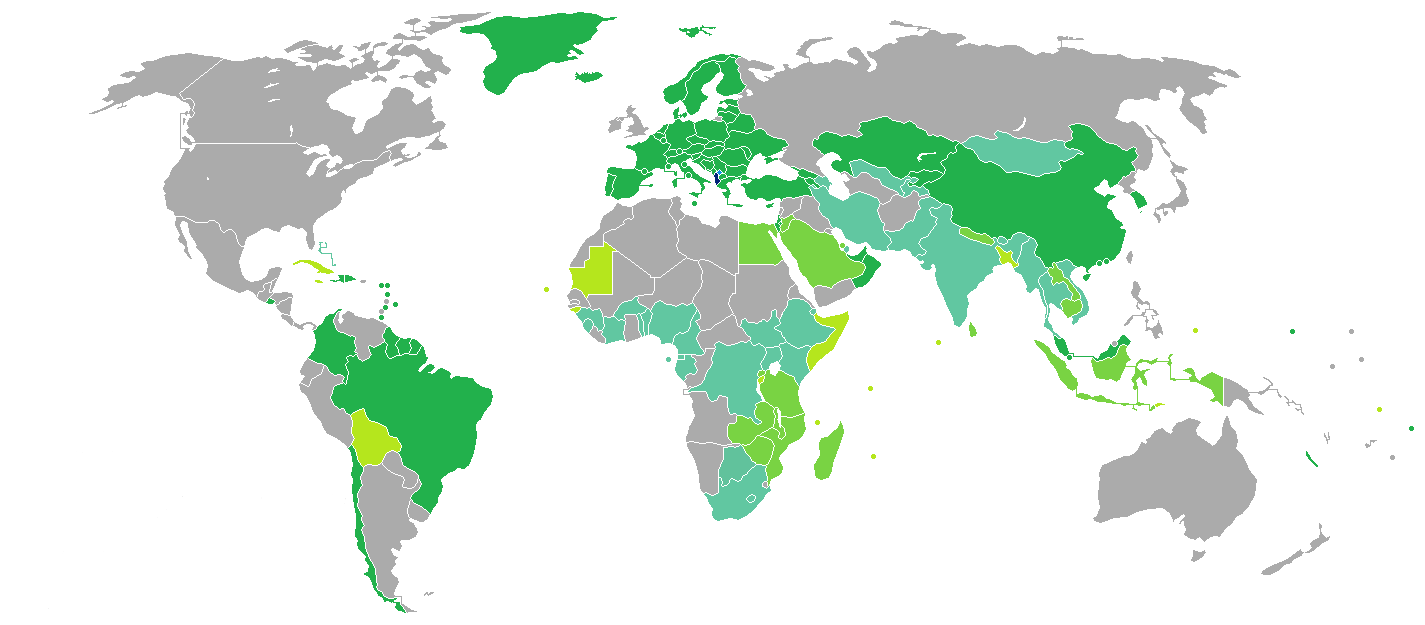
البلدان والأقاليم التي لا تفرض تأشيرة أو تطلب تأشيرة دخول عند الوصول للجهة، لحاملي جوازات السفر الالبانية العادية.

## معرض صور

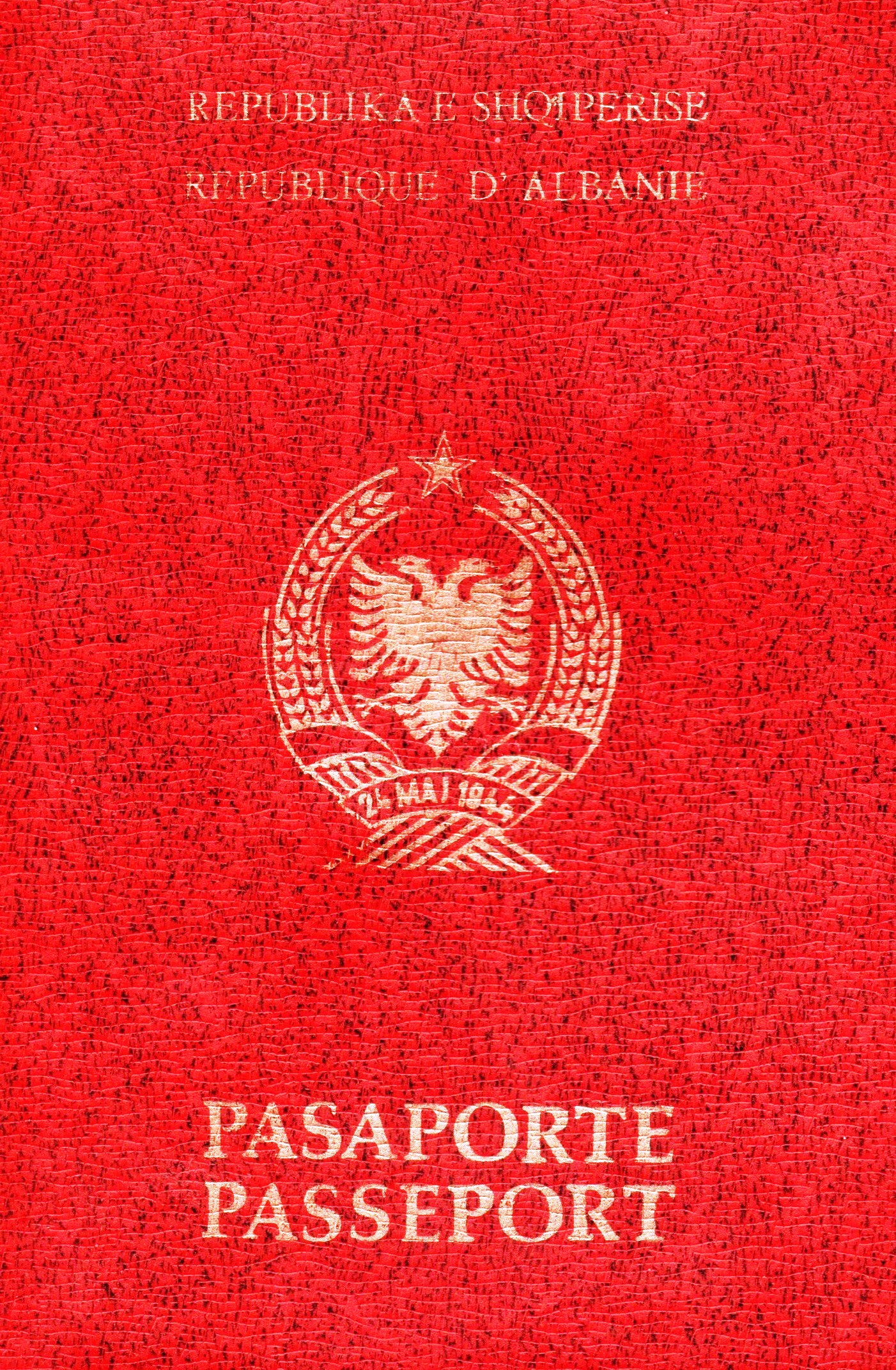
جواز سفر ألباني 1991
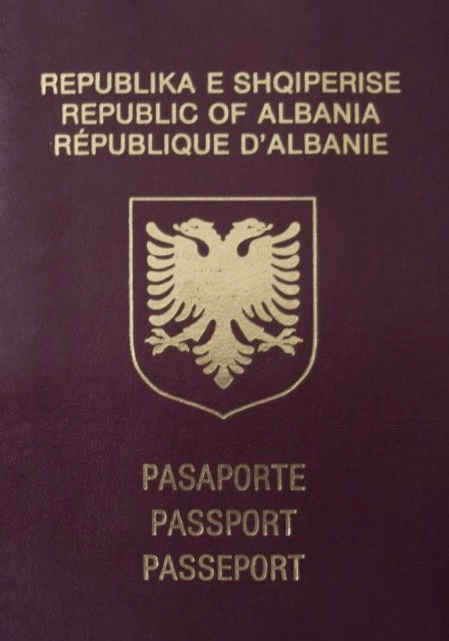
جواز سفر ألباني 1996
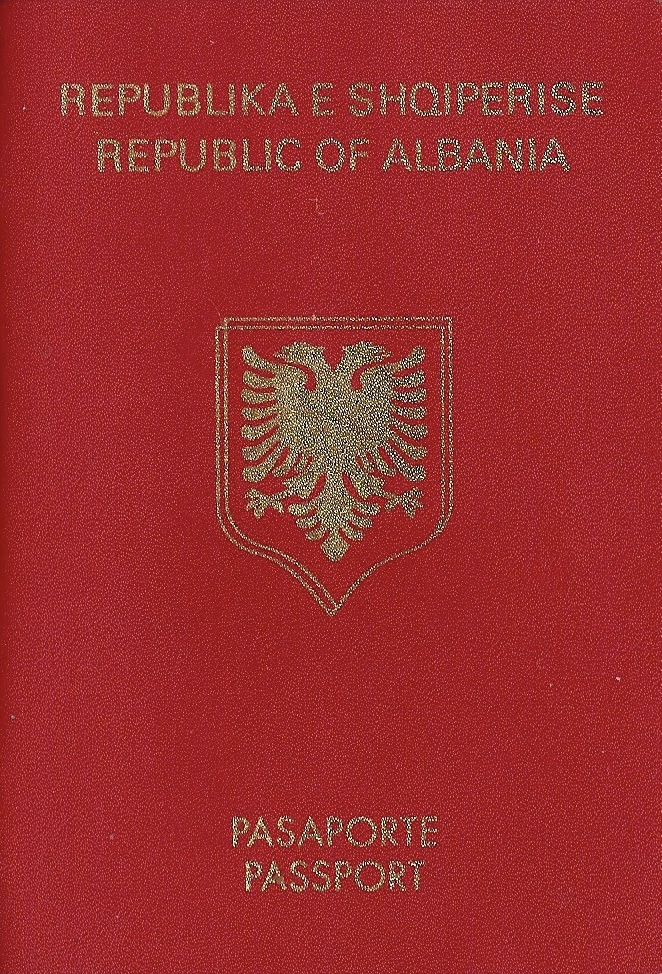
جواز سفر ألباني 2002
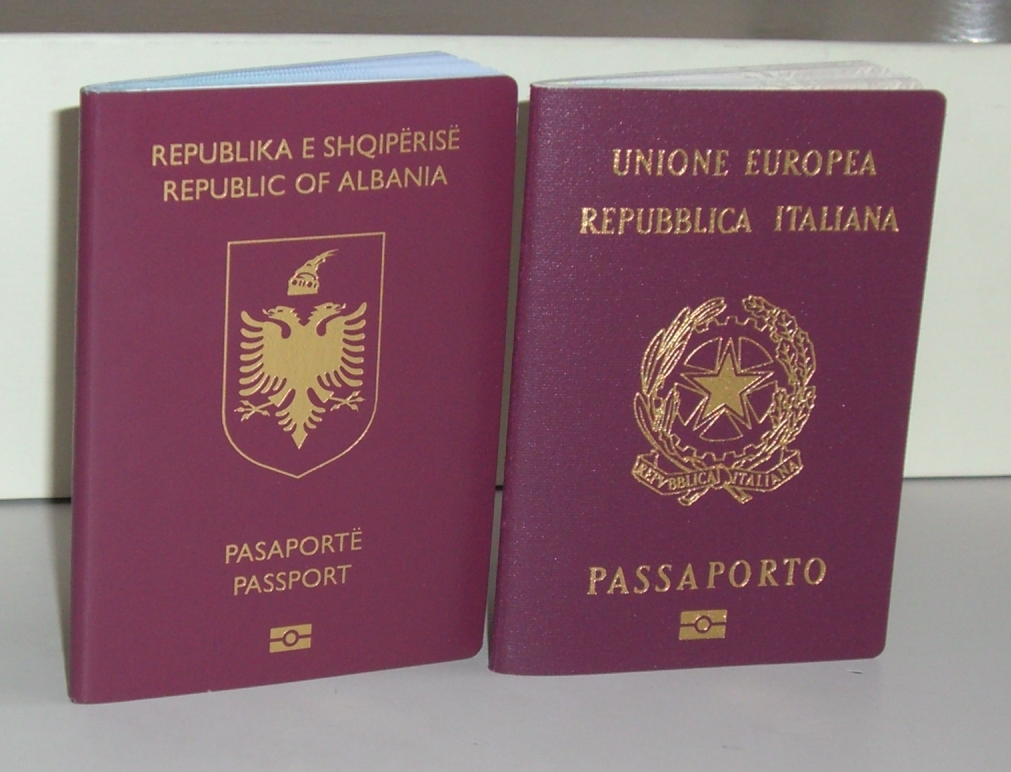
جوازات السفر الإلكترونية الألبانية والإيطالية الصادرة عام 2009